# Prunus serotina var. virens
Variété
Classification phylogénétique
Prunus serotina var. virens est une variété de plantes à fleurs de la famille des Rosaceae. C'est un arbuste que l'on le trouve en Amérique du Nord, aux États-Unis, de l'Arizona au Texas.

## Synonyme
- Prunus virens (Wooton et Standl.) Shreve